# Johan III

Porträtt på Johan III från 1600-talet på Skoklosters slott.

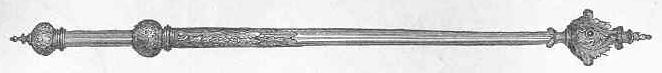
Kung Johan III:s spira.

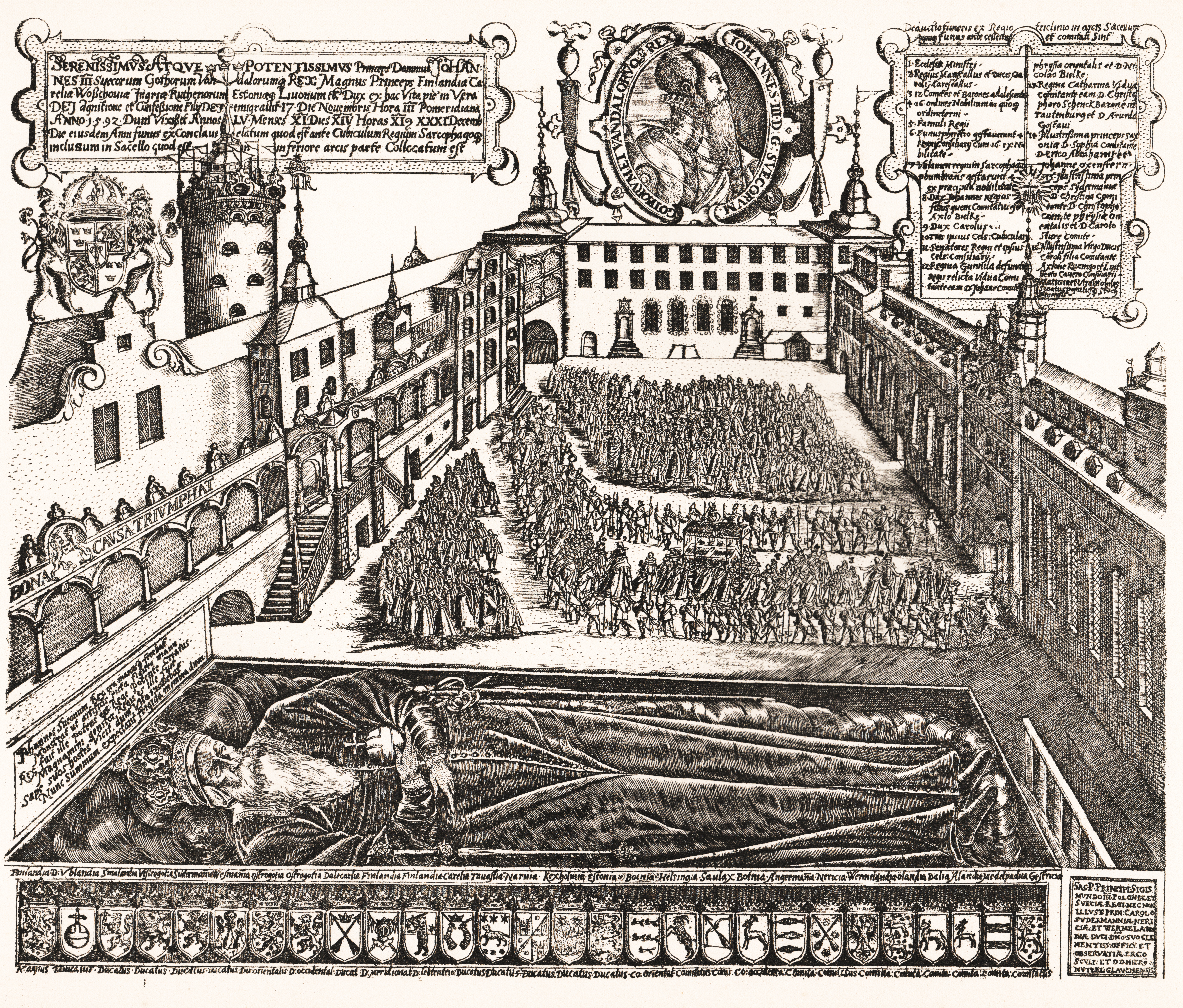
Johan III:s liktåg skrider över borggården. Överst, mellan två texttavlor, konungens porträttmedaljong. Längst ned i förgrunden det kungliga liket, utsträckt i en öppen kista.

Johan III, född 20 december 1537 på Stegeborgs slott, död 17 november 1592 på slottet Tre Kronor i Stockholm, var kung av Sverige 1569–1592 efter att ha tillskansat sig kungamakten genom att hösten 1568 fängsla sin bror Erik XIV och propagera mot honom resten av det året. Ibland räknas hans regeringstid redan från maktövertagandet 1568 men det var först i januari 1569 som riksdagen fattade beslut om regeringsskiftet. I Lars Ericson Wolkes biografi över Johan (2004) anges att det även är rimligt att anta att Erik åtta år senare mördades på Johans befallning.
Han avslutade nordiska sjuårskriget, men istället drogs Sverige in i nordiska tjugofemårskriget med Ryssland, där man till slut lyckades få till stånd smärre landvinningar. Han arbetade för närmare relationer till Polen, vars tron han lyckades säkra för sin son och tronarvinge Sigismund.
Johan III var intresserad av religion och kultur. Under sin regeringstid motverkade han den svenska kyrkans växande lutherska tendenser under hertig Karls inflytande, och verkade för en återförening med den katolska kyrkan och påven i Rom. Detta med initiativ såsom den katolska högskolan Collegium regium Stockholmense, stöd till resterna av det katolska klosterväsendet, samt stöd till katolska jesuitmissioner i Sverige.
Johan III var son till drottning Margareta och kung Gustav Vasa. Han var bror till Karl IX och Magnus och halvbror till Erik XIV. Han var gift från 4 oktober 1562 med Katarina Jagellonica (1526–1583), med vilken han förutom Sigismund också hade dottern Anna Vasa, och från 21 februari 1585 med Gunilla  Johansdotter (Bielke) (1568–1597).

## Barn- och ungdomsåren
Johan III föddes på Stegeborgs slott den 20 december 1537 som son till Gustav Vasa och hans andra gemål, Margareta Eriksdotter (Leijonhufvud). Han blev mer än en gång upphov till sin fars missnöje, särskilt då han som ärftlig hertig till Egentliga Finland (sedan 27 juni 1556) sökte sig bakom kung Gustavs rygg för att blanda sig i de livländska förhållandena. Han samarbetade även med sin bror Erik, och for på friarresa till London å dennes vägnar, medan Erik bevakade Johans intressen i Livland.
Under denna tid inledde han även en förbindelse med hovdamen Karin Hansdotter, med vilken han sammanlevde mellan 1556 och 1561, och de fick under dessa år fyra utomäktenskapliga barn.

### Brytningen med bror Erik
När hans bror Erik XIV blivit kung och höll i stånd med de kungliga rättigheterna uppstod snart en ovänskap mellan bröderna. Endast med yttersta motvilja kunde Johan förmå sig att 1561 underteckna Arboga artiklar, som inskränkte hans makt. Öppen blev brytningen då Johan mot Eriks vilja den 4 oktober 1562 i Vilnius gifte sig med prinsessan Katarina Jagellonica, yngre syster till Polens kung Sigismund II August, med vilken Erik befann sig i krig, och då de båda svågrarna kort efter bröllopet slöt en överenskommelse, enligt vilken Johan mot en försträckning av 120 000 daler skulle erhålla av polske kungen som pant sju fasta slott i Livland.
Erik ansåg denna överenskommelse stå rakt i strid med Arboga artiklar – vilket den också gjorde – och så snart han erhållit kännedom om densamma fordrade han att Johan skulle avstå från de livländska slotten. Då hertigen vägrade detta och tillika gav ett undvikande svar på kungens fordran att han skulle bestämt förklara huruvida han ville hålla sig till Sverige eller Polen stämdes han i april 1563 att infinna sig i Sverige för att svara på anklagelsen för landsförrädiska planer.

### I fångenskap
Då stämningen inte hörsammades av Johan dömdes han i juni 1563 av de i Stockholm samlade ständerna såsom skyldig till landsförräderi från liv, gods och arvsrätt till riket. För att bringa domen till verkställighet utrustades en betydande härstyrka. Johan, som var föga beredd på strid, inneslöts i Åbo slott, försvarade sig där några veckor med 1200 man och gav sig därefter den 12 augusti 1563 fången mot löfte om furstligt fängelse. Han fördes över till Sverige och insattes på Gripsholms slott, åtföljd av sin gemål. När Johan och hans hustru fördes till Gripsholm på ett skepp åkte de förbi Söderport där avrättningarna av 30 anhängare av Johan utspelades. Johan vistades som fånge i mer än fyra år. Fångenskapen var dock relativt lätt, i synnerhet jämfört med den som Erik senare skulle råka ut för; makarna kunde bland annat motta en stor bokleverans. Johan, som var bokligt lagd, använde även mycket av sin tid till att studera och samtala med sin hustru. Deras tre barn föddes i fångenskapen, 1564 Elisabet, kallad Isabella, som dog vid två års ålder, 1566 Sigismund och i maj 1568 Anna.

### Åter fri

Blodsfana från Johans regeringstid. Ursprungligen röd, med texten ”DEVS PROTECTOR. NOSTER.”

Under Eriks sinnessjukdom på hösten 1567 utverkades Johans frigivning i oktober 1567, varefter underhandlingar upptogs om hertigens återinsättande i sina rättigheter. Eriks handlingssätt under första hälften av 1568 var emellertid i hög grad ägnat att väcka en fruktan hos Johan att den nyvunna friheten åter skulle berövas honom. Han ingick därför med sin bror Karl och en del av adeln ett avtal om gemensam resning mot Eriks avskydda regemente. Denna resning började i juli och utbredde sig med sådan hast att hertigarnas här redan vid mitten av september stod utanför Stockholm, vars portar öppnades för dem den 29 september 1568. Erik XIV togs till fånga, och omedelbart därefter lät Johan hylla sig som kung av stadens myndigheter samt av dem bland adeln och krigsfolket som var samlade där.

## Johan III som kung

### Hyllad som kung
I januari 1569 erkändes Johan III som kung av samma riksdag som tvingade Erik XIV bort från tronen. Men detta erkännande gavs inte utan medgivanden från Johans sida: hertig Karl fick bekräftelse på sitt hertigdöme utan de inskränkningar i hans makt som Arboga artiklar lagförde, åt adeln gavs förmåner som i fråga om utvidgning av dess rättigheter och begränsande av dess skyldigheter utgör en betydelsefull tidpunkt i adelns historia, och särskilda förmåner gavs åt den högre adeln som befäste och utvecklade den skillnad mellan adelns olika klasser som i svenska adelns historia är av så genomgripande betydelse.

### Erik dog – Johan blev fri
Trots att makten nu var i kung Johans händer ansåg han sig inte sitta säker på sin tron så länge hans tillfångatagne halvbror levde. Tre komplotter avslöjades under dessa år med målet att avsätta honom (1569, 1574 och  1576). Fruktan för en eventuell befrielse av honom oroade kungen ständigt (jämför Erik XIV) och förmådde honom att redan 1571 ge vakterna order om att i händelse av minsta fara för något fritagningsförsök eller liknande att mörda den tillfångatagne kungen, och troligen var det till följd av en sådan befallning som Erik XIV:s liv ändades 1577. Även om så inte var fallet står det faktum kvar att Johan III inte drog sig för ett eventuellt mord på sin halvbror och att det inte var mot hans vilja om det utfördes.

### Som sin far
Johan III liknade ofta sig vid sin far i propagandasyfte, och speciellt försökte han framhäva att medan denne skulle ha "befriat Sverige" från "blodhunden" Kristian II, så hade han räddat befolkningen från den "tyranniske" Erik XIV, hans egen bror. Han hade vissa liknande egenskaper som sin far och sina bröder; våldsam, med ett häftigt temperament och en stor misstänksamhet. Men skarpsyntheten, fastheten, försiktigheten och den praktiska blicken saknades dock helt.

### Sonen långt borta – Karl stöttar
Johan och hans hustru Katarina Jagellonica hade sett till att sonen Sigismund fick en katolsk uppfostran, troligen i syfte att hjälpa honom förvärva Polens krona. Syftet vanns 1587, och Johan hade därmed berett Sverige en ny union, onaturligare än den som fadern sönderslitit, då Sverige och Polen ofta hade direkt motstridiga intressen i Baltikum. Han kom även snart att ångra sig och krävde fåfängt att få tillbaka Sigismund till Sverige, något högadeln motsatte sig då de såg framför sig att detta skulle leda till krig med Polen, något Sverige efter 28 år av krig skulle ha svårt att klara.
Johan svarade med en politisk rockad; istället för att som tidigare stödja sig på rådsaristokratin sökte han nu bistånd hos sin bror hertig Karl, med vilken han under större delen av sin föregående regering levat i bitter strid. Anledningarna därtill hade varit många, men en av de viktigaste hade varit att Johan III som kung sökt tillämpa samma grundsatser med avseende på de kungliga rättigheterna inom Karls furstendöme som han som hertig hade så ivrigt bekämpat. År 1587 hade han slutligen lyckats förmå brodern att godkänna de stadgar som mycket påminner om de under 1569 av honom själv upphävda Arboga artiklar, men att döma av ett förslag 1590 till nytt ordnande av de furstliga rättigheterna, uppgav han efter brytningen med högadeln handlöst de fordringar som han förut envist fasthållit.

### Ensam till sist

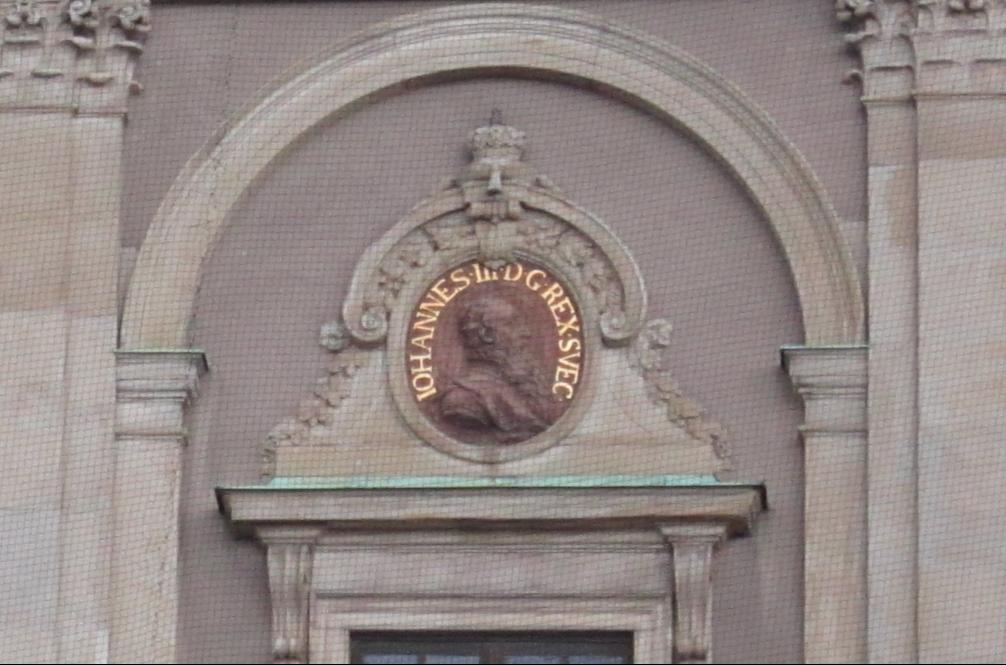
Johans bild bland nio svenska monarker på en vägg på Stockholms slott.

Även den nyvunna vänskapen med brodern Karl svalnade dock snart, och under de sista månaderna av sitt liv stod Johan III helt ensam. På våren 1592 insjuknade han i en feber som gjorde honom mycket ängslig. Han hoppades bli bättre genom att flytta till ett lusthus som han låtit bygga på Skeppsholmen, där han menade att luften var hälsosammare än i staden. Men ingen förbättring märktes, utan på högsommaren förvärrades tillståndet.
Han dog i Stockholm den 17 november 1592 och begravdes den 1 februari 1594 i Uppsala domkyrka. Begravningen hade tagit mycket tid att planera för att göra den så ståtlig som möjligt. Sigismund red först I liktåget och hertig Karl mötte upp honom i spetsen för cirka 6 000 man enligt Abraham Brahe. Drabanterna, (föregångare till Livgardet), var klädd i svart och bar sina hillebarder bakåt enligt tradition vid begravning. Sigismund kröntes till kung den 19 februari 1594. 
Johan III efterlämnade sitt rike försvagat av yttre och inre stridigheter, i oordning och vanvård samt för den närmaste framtiden hotat av de största faror. Johan III ligger begraven i Uppsala domkyrka.
Som kung var Johan orienterad mot Baltikum, med mål att ta kontroll över den rika handeln på Ryssland. Efter att 1570 ha avslutat nordiska sjuårskriget och slutit fred med Danmark och Lübeck startade han krig med Ryssland. Det kriget varade med varierande intensitet ända till 1595. Intagandet av Narva år 1581 var hans största militära framgång.

## Kyrkopolitik
Johans relationer till kyrkan var i början goda, trots att ärkebiskopen Laurentius Petri länge tvekade innan han sanktionerade upproret. Ärkebiskopen fick dock snart sin nya kyrkoordning stadfäst, vilken han i stora drag utarbetat redan under kung Gustavs dagar, men inte fått godkänd av denne. Denna kyrkoordning betonade kontinuiteten med äldre traditioner. Dessutom återställdes den medeltida kyrkliga organisationen, med i stort sett samma stift. År 1575 gav han tillåtelse till Sveriges återstående nunnekloster att återigen få ta emot nya noviser.
Allt detta kan ses som uttryck för den förmedlingsteologi som Johan var starkt influerad av, och som syftade till att minska motsättningarna mellan de olika rivaliserande trosuppfattningarna som slet sönder Europa vid denna tid.
Han var långt ifrån ensam att lyssna till detta budskap; såväl den polske kungen Sigismund August som kejsarna Ferdinand I och Maximilian II, som hade flera trosuppfattningar i sina riken, var även de lyhörda för detta budskap. Johans strävanden i denna riktning tog sig bland annat uttryck i den nya gudstjänstordning, "Röda boken", som utarbetades, och försök att förhandla med påven som dock blev helt misslyckade, delvis beroende på att Johans betrodde i dessa frågor, Petrus Fecht, drunknade under sin resa till påvestolen i Rom. Johan stötte även på motstånd inrikes, där flera biskopar vägrade verkställa de förändringar Johan påbjudit. Detta kom till uttryck bland annat i Örebro artiklar, där präster i hertig Karls hertigdöme tog avstånd från den nya gudstjänstordningen. Johan hade dock även stöd för sin kyrkopolitik, bland annat av Ingelbertus Olai Helsingus och Erasmus Nicolai Arbogensis.

## Gynnande av adeln
Johan hade i första hand sin bror Karl och adeln att tacka för sin krona. Vid kröningen belönade han därför denna samhällsklass med särskilda privilegier som inte längre förutsatte några plikter mot kronan. När Magnus Ladulås gav skattefrihet var det mot en skyldighet, nämligen att uppsätta ryttare. Majoriteten av frälsemännen var egentligen förmögna bönder, levde ungefär som dessa och räknades till allmogen. Före Johans tid hade det varit brukligt att frälsemän, som inte längre hade råd att fullgöra sin rusttjänstskyldighet, nedstigit till bondeståndet igen.
Johans adelsprivilegier började göra gränsen mellan frälse och allmoge skarpare. De innebar nämligen att adelsmän som var för fattiga för att göra rusttjänst ändå skulle få behålla adlig sköld. Därmed lades grunden till adelskapets ärftlighet. Johan utnämnde också nya grevar och friherrar och utdelade stora förläningar i jordagods, som kallades grev- och friherrskap. Dessa skulle gå i arv till närmaste manlige arvinge. Under Erik XIV:s tid hade endast grevarna fått förläningar, och dessa var små. Nu ökades grevskapen med ända till 20 socknar. Grevarna fick bland annat domsrätt över grevskapets befolkning.

## Johan III som byggmästare

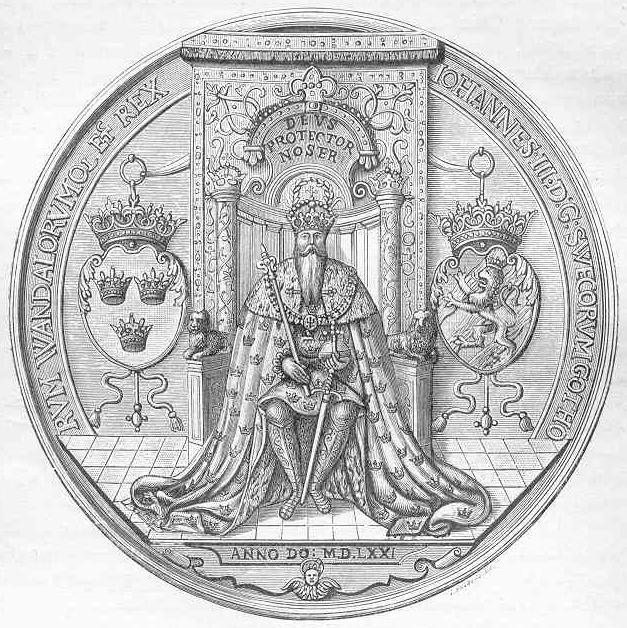
Kung Johan III:s sigill från år 1571.

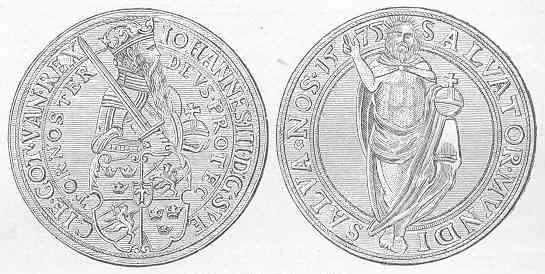
Riksdaler anno 1575, med Johan III avbildad på framsidan och Kristus som Världshärskare på baksidan, den pryds även med kungens namn och texten "Världens frälsare, fräls oss! - Gud vår beskyddare.".

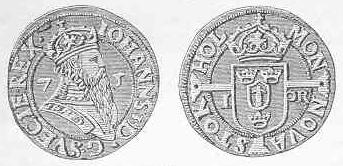
Öre anno 1575, med Johan III avbildad på framsidan och Tre Kronor och Vasaättens kärve på baksidan.

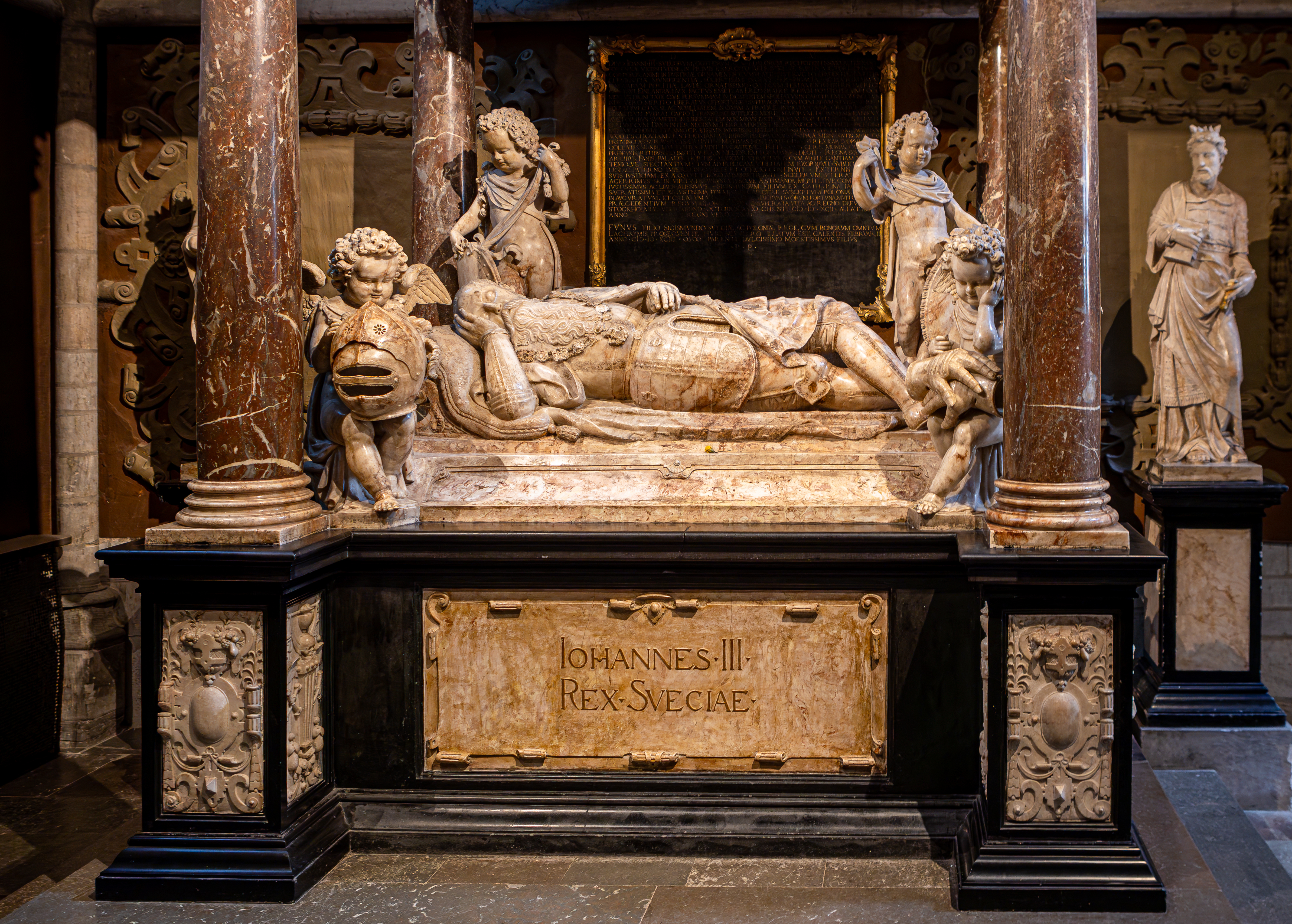
Johans gravmonument i Uppsala domkyrka.

Johan III var mycket intresserad av konst, speciellt byggnadskonst. Utan tvivel är han den mest byggnadsivrige monark Sverige någonsin haft. Han var liksom brodern Erik i hög grad konstnärligt och estetiskt begåvad. Ett uppenbart uttryck tog sig dock hans skönhetssinne på byggnadskonstens fält. Han ägnade mycket tid åt att göra upp vidlyftiga byggnadsplaner, av vilka en liten del uppfylldes under hans livstid.
"Bygga är Vår högsta lust", skriver Johan själv i ett av många brev i vilka han ger befallningar till sina arkitekter och byggmästare.

### Utländsk kraft kallas in
Han inkallade skickliga byggmästare, bildhuggare och målare från Tyskland och Nederländerna och ingrep även själv, genom egna ritningar, i den rika byggnadsverksamhet som han på så många håll framkallade. Hans bevarade byggnadsbrev visar också att han förstod sig på arkitektur och att han satt sig in i den italienska renässansstilens principer, närmare bestämt hög- och senrenässansens. I breven råder och förmanar han sina arkitekter och byggmästare, han rättar deras ritningar och frossar i detaljer av arkitektur och dekorationer. Framför allt fokuseras hans intresse på själva utsmyckningen: i det yttre på praktfulla portaler och fönster, utsirade gavlar och rikt smyckade tornspiror, i det inre särskilt på de rika panelverken och dörrinfattningarna.
Framför allt synes Sebastiano Serlios böcker om byggnadskonsten varit en av honom ofta anlitad källa. Hans egen smak kom därför att på mångfaldigt sätt göra sig gällande, och med full rätt kan han betraktas som medelpunkten i den intressanta konströrelse, som under hans regering uppstod.
I den stora kretsen av konstnärer och konsthantverkare kring Johan III fanns några mera framträdande, såsom svensken Anders målare, mest verksam som byggmästare, den både som skulptör och arkitekt betydande Willem Boy (skaparen av de båda förstnämnda vårdarna i Uppsala), Vadstenaarkitekterna Arent de Roy och Hans Flemming.
Men Johan behövde mer kunnigt folk. Bland de utländska mästare han anlitade var de tre medlemmarna av den ursprungligen från Lombardiet stammande arkitektfamiljen Pahr, Franciscus Pahr, Johan Baptista Pahr och Dominicus Pahr, av vilka den förstnämnde bundit sitt namn vid Uppsala, de båda senare vid Borgholms och Kalmar slott, stuckatören och byggmästaren Antonius Watz, Finlands och Livlands överbyggmästare Peter Hertig, bildsnidarna Markus Wulfrum och Urban Schultz, målarna Baptista van Uther och Arent Lambrechts, sten- och bildhuggarna Roland Mackle, Peter de la Koche, Lukas van der Werdt och andra. Även i agrara näringar kallades experter in från utlandet, bl.a. jägmästare från de tyska furstendömena och Danmark.

### Kyrkor och kloster
En särskild sida i Johan III:s byggnadsintresse är hans omsorg om äldre monumentala byggnaders bevarande. Även sträcktes hans nitälskan till omsorg om städernas utseende. Förnämligare kyrkobyggnader som iståndsattes är domkyrkorna i Uppsala, Västerås, Linköping och Skara, i Finland restaurerades Åbo domkyrka, som fick nytt kor, i Estland Revals (Tallinns). Bland mer eller mindre raserade klosterkyrkor som renoverades märks Varnhem, Vreta kloster, Alvastra, Askeby och Gudhem samt Nådendal i Finland. I Stockholm restaurerades Storkyrkan,  Riddarholmskyrkan och  Tyska kyrkan (ursprungligen en medeltida gillestuga som sedan den också upplåtits åt finska församlingen länge kallades Sankt Henriks kyrka), medan Sankta Clara kyrka nybyggdes på platsen för det av Gustav Vasa rivna Klara kloster. Ett annat nybygge var Jakobs kyrka. Andra kyrkor som han planerade, som t.ex. Trefaldighetskyrkan, byggdes aldrig.

### Slott och borgar
På alla sina större slott byggde Johan III kapell, på Vadstena slott delvis bevarat, i Kalmar slott ännu väl bevarat. I denna kyrkliga byggnadsverksamhet levde gotikens traditioner, även i detaljer, kvar. De många slotts- och fästningsföretagen var dels från Gustav Vasas och Erik XIV:s tid övertagna, dels av Johan III påbörjade. Slottet Tre Kronor i Stockholm tillbyggdes väsentligt och nyinreddes. Den norra borggården med bland annat slottskyrka fick den karaktär som den bibehöll till Slottsbranden 1697.
Slottet i Uppsala (den nuvarande södra delen och dess västliga fortsättning) ombyggdes efter eldsvådan 1572 och blev en tegelbyggnad med rusticerad puts samt med två runda torn. Vadstena slott, liksom det förra grundlagt av Gustav Vasa, utvidgades till det renässanspalats som det är ännu i dag, även om det först i början av 1600-talet blev färdigbyggt enligt den ursprungliga planen. En egendomlig byggnad blev Svartsjö slott med sin cirkelrunda arkadomgivna gård och sin kupolkyrka på ömse sidor om ett äldre stenhus.
Vid Kalmar slott fullbordades borggårdens kringbyggnad, våningarna lades i samma nivå, och i det inre fortsattes den under Erik XIV påbörjade dyrbara inredningen. Borgholms slott blev däremot Johan III:s största nybyggnad med en fullständigt regelbunden plan, en enastående rymlighet och magnificens samt starka fästningsverk, men fullbordades inte under Johan III:s tid. En nybyggnad blev även Bråborg, som avsågs till änkesäte åt drottning Gunilla, medan Drottningholm (det äldre, 1661 nedbrunna) på Katarina Jagellonicas önskan uppstod på en av Mälarens öar.

Johans staty i Åbo i Finland.

Även ombyggnaden av Åbo slott, Västerås slott, av Gävle slott, Stegeborgs slott och Linköpings slott kan nämnas. Befästningar fanns vid nästan alla slotten. Mera enbart betydelse som fästningar hade till exempel Älvsborg, Gullberg, Kronobergs slott, Kexholm, Viborg och andra orter, vid vilka ofta betydande, av konungen med intresse följda befästningsarbeten företogs. I befästningskonsten stod Sverige vid denna tid främst bland de nordiska länderna, genom att det nya italienska systemet hade införts av bröderna Pahr.

### Monument
Bland monumentala skulpturverk kan främst erinras om fadern Gustav Vasas och hans båda första gemålers gravmonument samt Katarina Jagellonicas vackra gravvård, båda i Uppsala domkyrka. Monumentet över Johan III på sagda plats beställdes av sonen Sigismund i Danzig (hos bildhuggaren Wilhelm van der Blocke), men kom först 1782 genom Gustav III:s försorg till Sverige och uppsattes på sin nuvarande plats 1818, dock med oriktig anordning, som emellertid omgestaltades av Agi Lindegren vid kyrkans restauration i början av 1890-talet.

## Eftermäle
Den finska staden Björneborg använder Deus Protector Noster (Johan III:s valspråk) som sitt valspråk. En staty av hertig Johan avtäcktes framför Björneborgs rådhus 2008, 450 år efter att staden grundades av honom.

## Familj

### Barn
Barn med drottning Katarina:

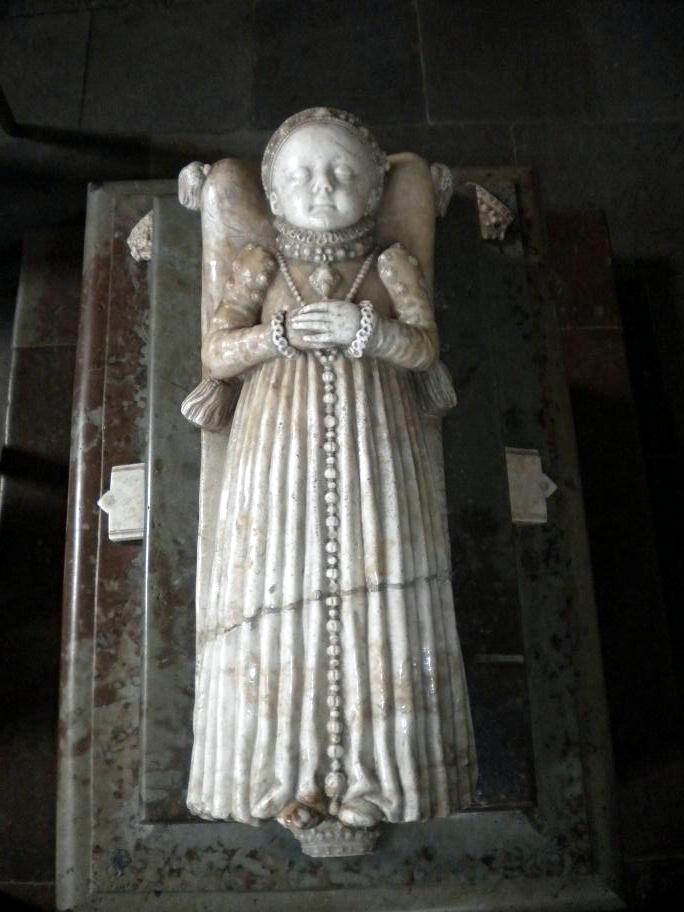
Gravmonumentet över Isabella Johansdotter av Sverige. Hennes grav finns i Strängnäs domkyrka och pryds av ett skulpterat helfigursporträtt i kalksten, vilket är ett av Sveriges tidigaste barnporträtt.

1. Elisabet (1564–18 januari 1566), kallad Isabella (Johansdotter av Sverige)
2. Sigismund (1566–1632)
3. Anna (1568–1625)

Barn med drottning Gunilla:
1. Johan (1589–1618)

Barn med frillan Katarina Hansdotter:
1. Augustus Johansson (född 1557, död 1560)
2. Sofia Johansdotter (född cirka 1559, död 1583, gift med Pontus De la Gardie)
3. Julius Johansson (född 1560, död 1580 eller 1581)
4. Lucretia Johansdotter (född 1561, död 1585)

### Antavla
|                       |  |  |  |  |  |  |  |                                                  |  |  |  |  |  |  |  |                                                   |  |  |  |  |  |  |  | Johan Kristiernsson (Vasa) (1426–1477)               |
|                       |  |  |  |  |  |  |  |                                                  |  |  |  |  |  |  |  |                                                   |  |  |  |  |  |  |  |                                                      |
|                       |  |  |  |  |  |  |  |                                                  |  |  |  |  |  |  |  | Erik Johansson (Vasa) (1470–1520)                 |  |  |  |  |  |  |  |                                                      |
|                       |  |  |  |  |  |  |  |                                                  |  |  |  |  |  |  |  |                                                   |  |  |  |  |  |  |  |                                                      |
|                       |  |  |  |  |  |  |  |                                                  |  |  |  |  |  |  |  |                                                   |  |  |  |  |  |  |  | Birgitta Gustavsdotter (Sture) (1400-talet–1472)     |
|                       |  |  |  |  |  |  |  |                                                  |  |  |  |  |  |  |  |                                                   |  |  |  |  |  |  |  |                                                      |
|                       |  |  |  |  |  |  |  | Gustav Vasa (1496–1560)                          |  |  |  |  |  |  |  |                                                   |  |  |  |  |  |  |  |                                                      |
|                       |  |  |  |  |  |  |  |                                                  |  |  |  |  |  |  |  |                                                   |  |  |  |  |  |  |  |                                                      |
|                       |  |  |  |  |  |  |  |                                                  |  |  |  |  |  |  |  |                                                   |  |  |  |  |  |  |  | Måns Karlsson (Eka) (1471–1484)                      |
|                       |  |  |  |  |  |  |  |                                                  |  |  |  |  |  |  |  |                                                   |  |  |  |  |  |  |  |                                                      |
|                       |  |  |  |  |  |  |  |                                                  |  |  |  |  |  |  |  | Cecilia Månsdotter (Eka) (1476–1523)              |  |  |  |  |  |  |  |                                                      |
|                       |  |  |  |  |  |  |  |                                                  |  |  |  |  |  |  |  |                                                   |  |  |  |  |  |  |  |                                                      |
|                       |  |  |  |  |  |  |  |                                                  |  |  |  |  |  |  |  |                                                   |  |  |  |  |  |  |  | Sigrid Eskilsdotter (Banér) (1400-talet–1528)        |
|                       |  |  |  |  |  |  |  |                                                  |  |  |  |  |  |  |  |                                                   |  |  |  |  |  |  |  |                                                      |
| Johan III (1537–1592) |  |  |  |  |  |  |  |                                                  |  |  |  |  |  |  |  |                                                   |  |  |  |  |  |  |  |                                                      |
|                       |  |  |  |  |  |  |  |                                                  |  |  |  |  |  |  |  |                                                   |  |  |  |  |  |  |  | Abraham Kristiernsson (Leijonhuvud) (ca.1440–1499)   |
|                       |  |  |  |  |  |  |  |                                                  |  |  |  |  |  |  |  |                                                   |  |  |  |  |  |  |  |                                                      |
|                       |  |  |  |  |  |  |  |                                                  |  |  |  |  |  |  |  | Erik Abrahamsson (Leijonhufvud) (1400-talet–1520) |  |  |  |  |  |  |  |                                                      |
|                       |  |  |  |  |  |  |  |                                                  |  |  |  |  |  |  |  |                                                   |  |  |  |  |  |  |  |                                                      |
|                       |  |  |  |  |  |  |  |                                                  |  |  |  |  |  |  |  |                                                   |  |  |  |  |  |  |  | Birgitta Månsdotter (Natt och Dag) (1400-talet–1519) |
|                       |  |  |  |  |  |  |  |                                                  |  |  |  |  |  |  |  |                                                   |  |  |  |  |  |  |  |                                                      |
|                       |  |  |  |  |  |  |  | Margareta Eriksdotter (Leijonhufvud) (1516-1551) |  |  |  |  |  |  |  |                                                   |  |  |  |  |  |  |  |                                                      |
|                       |  |  |  |  |  |  |  |                                                  |  |  |  |  |  |  |  |                                                   |  |  |  |  |  |  |  |                                                      |
|                       |  |  |  |  |  |  |  |                                                  |  |  |  |  |  |  |  |                                                   |  |  |  |  |  |  |  | Erik Karlsson (Vasa) (1436–1491)                     |
|                       |  |  |  |  |  |  |  |                                                  |  |  |  |  |  |  |  |                                                   |  |  |  |  |  |  |  |                                                      |
|                       |  |  |  |  |  |  |  |                                                  |  |  |  |  |  |  |  | Ebba Eriksdotter (Vasa) (ca.1490–1549)            |  |  |  |  |  |  |  |                                                      |
|                       |  |  |  |  |  |  |  |                                                  |  |  |  |  |  |  |  |                                                   |  |  |  |  |  |  |  |                                                      |
|                       |  |  |  |  |  |  |  |                                                  |  |  |  |  |  |  |  |                                                   |  |  |  |  |  |  |  | Anna Karlsdotter (Vinstorpaätten) (1400-talet–1552)  |
|                       |  |  |  |  |  |  |  |                                                  |  |  |  |  |  |  |  |                                                   |  |  |  |  |  |  |  |                                                      |